# Fiann Paul

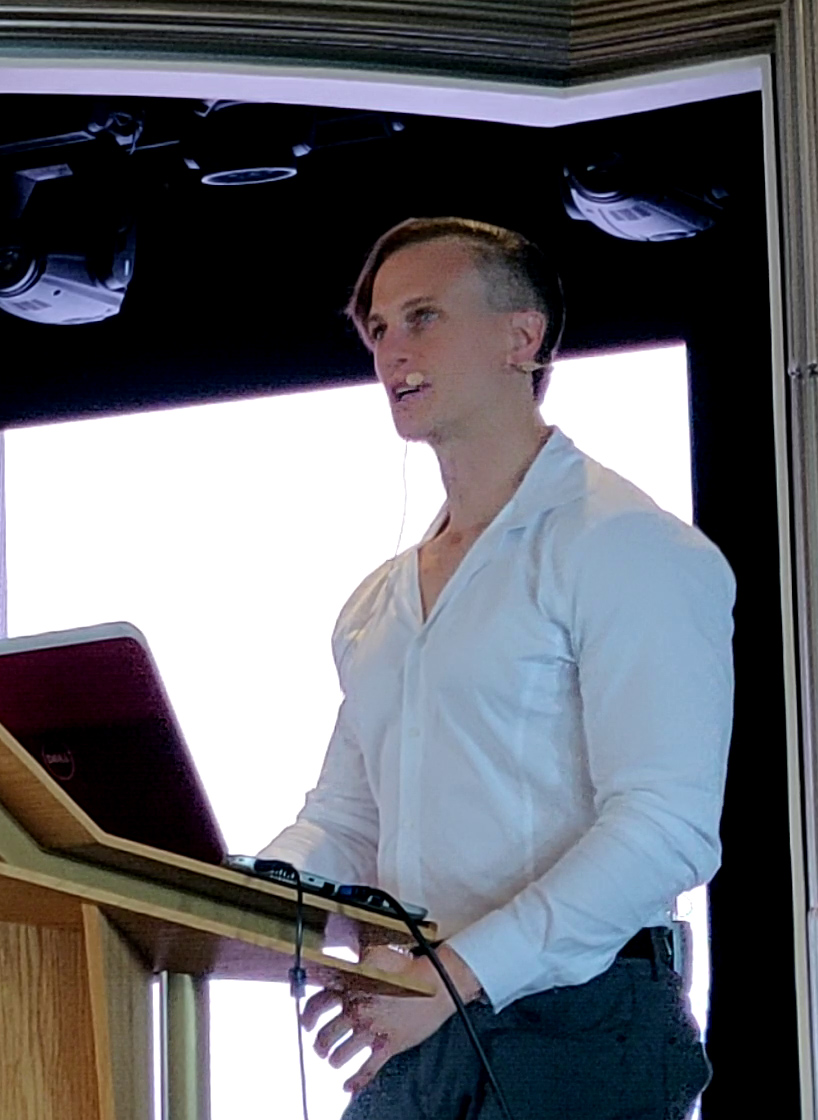
Fiann Paul (2018)

Fiann Paul (* 1980 in Polen) ist ein isländischer Ozeanruderer, Polarforscher, Künstler und Referent. Er ist der Erforscher, der weltweit die meisten Rekorde gebrochen hat, und hält die meisten leistungsbezogenen Guinness Weltrekorde, die jemals in einer Sportdisziplin erreicht worden sind (41 insgesamt / 33 davon leistungsbezogen), gefolgt von Roger Federer (max. 29 / 25, gegenwärtig 30 / 18) und Michael Phelps (max. 26 / 24, gegenwärtig 23 / 20).
Er ist bekannt als der schnellste Ozeanruderer (2016) und derjenige mit den meisten gebrochenen Rekorden (2017). Seit 2020 ist er der Erste und Einzige, der den Ocean Explorers Grand Slam erreicht hat (das Überqueren der fünf Ozeane mit einem muskelkraftbetriebenen Boot auf offenem Meer). Im Vergleich dazu haben etwa 50 Menschen den Explorers Grand Slam auf dem Land erreicht.
Fiann erhielt viele der höchsten Auszeichnungen in der Geschichte des Ozeanruderns, darunter die höchste Anzahl an Guinness „World’s First“ Titeln (seit 2020 sind es insgesamt 14, und damit 5 mehr als Reinhold Messner hat). Diese Auszeichnungen sind auch bekannt als „Erster Mensch in der Geschichte“ und werden durch Guinness insbesondere für Erforschungen vergeben, wie beispielsweise „Erster Mensch, der 5 Ozeane durchrudert hat“, „Erster Mensch, der die laufenden Geschwindigkeitsrekorde auf allen 4 Ozeanen hält“, und weitere Titel als erster Mensch, der einige der extremsten großen Gewässer beider Polarregionen durchrudert hat.
Er war der Kapitän der Expedition mit den meisten gebrochenen Rekorden, Schlagmann des schnellsten Bootes in der Geschichte des Ozeanruderns, und Schlagmann des Bootes mit dem Gesamtgeschwindigkeitsrekord aller Ozeane. Seit 2020 war er ebenso Kapitän der einzigen drei erfolgreichen muskelkraftbetriebenen Pionierexpeditionen auf offenem Meer in beiden Polarregionen.
Seine Leistungen trugen maßgeblich dazu bei, dass Island das Land mit den meisten Guinness Sport Weltrekorden pro Kopf ist. 2018 betragen seine Rekorde 68 % der Isländischen Guinness Sport Weltrekorde.
Des Weiteren ist Fiann ebenso in den Bereichen Kunst und Psychologie tätig und hat durch die einzigartige Kombination verschiedener Tätigkeitsfelder Aufmerksamkeit erregt.

## Sport
Fiann hat alle drei Ozeane in Mannschaftsruderbooten ohne Hilfsmittel überquert und stellte dabei den Rekord für die höchste Gesamtgeschwindigkeit sowohl für den Atlantik, als auch den Indischen Ozean, den Pazifik und den Arktischen Ozean auf.
Fiann wurde 2007 mit dem Ozeanrudern vertraut gemacht, als er für eine Wohltätigkeitsstiftung arbeitete, die Athleten in Afrika trainierte.
2011 brach Fiann den Rekord im Ozeanrudern, den Atlantic Ocean Winds I.
Er wurde 2014 der erste Sportler, der gleichzeitig den Gesamtgeschwindigkeitsrekord für das schnellste Durchrudern von 2 Ozeanen hielt (Atlantik und Indischer Ozean).
2016 wurde er der einzige Ruderer jemals, der alle 3 Gesamtgeschwindigkeitsrekorde (Atlantik, Indischer Ozean, Pazifik) erreichte. Für diese Leistung wurde er von Guinness World Records mit dem Titel “Der erste Mensch, der zur selben Zeit die Gesamtgeschwindigkeitsrekorde für das Durchrudern aller 3 Ozeane hält” ausgezeichnet, eine der höchsten Ehrungen in der Geschichte des Ozeanruderns.
2017 durchruderte er den Arktischen Ozean und brach den Gesamtgeschwindigkeitsrekord für den Arktischen Ozean.
Im Jahr 2019 leitete Fiann Paul die erste muskelkraftbetriebene Überfahrt (durch Rudern) über die Drakestraße, und die erste muskelkraftbetriebene Expedition auf dem Südpolarmeer überhaupt. Dies wurde am 25. Dezember 2019 erreicht, und er war der Erste und Einzige (ab 2020), der den Ocean Explorers Grand Slam erreichte: Er führte auf jedem der fünf Weltmeere Überfahrten mit einem muskelkraftbetriebenen Boot auf offenem Meer durch. Ebenso fungierte er als Schlagmann auf der Expedition.
Ozeangrenzen

### Weitere Informationen
Gemessen an der Anzahl der Rekordversuche und den erfolgreichen Ausführungen, erreichte er die höchste Erfolgsquote in der Geschichte des Ozeanruderns. Beim Ozeanrudern befand er sich immer in Position des Schlagmannes, von welcher die Geschwindigkeit des Bootes vorgegeben wird. Die körperliche Anstrengung von Fiann beim Ozeanrudern wurde mit dem Bewältigen von ungefähr 300 Marathonläufen hintereinander verglichen. In einem Interview mit der Washington Times erwähnte er, dass sein Ruhepuls während der Rekordüberquerungen 95 Schläge pro Minute betrug, das ist doppelt so hoch wie die normale Herzfrequenz. Seine Weltrekord- brechende Leistung wurde von dem Grapevine Magazin als eine der sieben bemerkenswertesten Triumphe des isländischen Sports eingestuft. In diesem Zusammenhang wurde er der Verbundenheit mit Ægir verdächtigt. Zurzeit wird er als einer der weltweit vollständigsten Ruderer bezeichnet.

### Pionierarbeit und Erkundungen
2017 agierte Fiann als Kapitän, Schlagmann und Kopf des Projektes Polar Row, der Expedition, bei der nur mit Muskelkraft die meisten Rekorde in der Geschichte aufgestellt wurden (11 Guinness-Weltrekorde). Polar Row war dabeiunterschiedlichsten Windverhältnissen ausgesetzt und verwendete keine Segel, keine Maschinen und keine anderen Hilfsmittel außer Muskelkraft. Die Polar Row bestand aus 2 Teams, Polar Row I und Polar Row II. Insgesamt bewältigten die Teams 1250 Seemeilen, gemessen in einer geraden Linie durch den Arktischen Ozean (1440 Meilen oder 2316 km) und waren die Pioniere neuer Ozeanruten von Tromsø nach Longyearbyen, von Longyearbyen zum Arktischen Schelfeis (79°55’500N) und vom Schelfeis nach Jan Mayen.

### Offene Gewässer der Antarktis

#### „The Impossible Row“
2019 war Fiann Kapitän der 530 Seemeilen langen, ersten durch Muskelkraft angetriebenen Überquerung der Drakestraße und der ersten Beruderung des Südpolarmeers, deren Gewässer von Ernest Shackletons Biograf Alfred Lansing als der am meisten gefürchtete Meeresabschnitt der Welt bezeichnet wurde.

#### Geschichte
Die „Antarctic Row“, das Projekt der Ruderroute durch die Antarktis, wurde im April 2017 konzipiert. Nach Abschluss der zweiten Ruderroute durch die Arktis, der „Polar Row II“ im August 2017, verriet Fiann in einem Interview mit der New York Times, dass er plane, eine noch schwierigere Route zu rudern. Zunächst musste er eine beträchtliche Geldsumme 18 Monate vor der besagten Expedition bezahlen, um sich das Hilfsschiff zu sichern, das im Antarktisvertrag und in der IAATO vorgeschrieben ist, um überhaupt erst eine Abfahrtsgenehmigung zu erhalten. Das Seerecht schreibt vor, dass kleine, muskelkraftbetriebene Boote und einfache Segelboote bei Fahrten in offenem Gewässer innerhalb der Grenzen des Südlichen Ozeans von einem Hilfsschiff begleitet werden müssen. Fiann erwähnte, dass er sein ganzes Erspartes dafür gegeben hatte.
Im September 2017 rekrutierte Fiann die ersten Teammitglieder Andrew Towne und Jamie Douglas-Hamilton. Die Route war ursprünglich für Dezember 2018 geplant, wurde jedoch wegen mangelnder Verfügbarkeit des Hilfsschiffs verschoben. Im Januar 2019 rekrutierte Fiann Cameron Bellamy und John Petersen und schloss den zweijährigen Rekrutierungsprozess für das Team im April 2019 mit dem letzten Mitglied, Colin O’Brady, ab, der ohne vorherige Ruder- oder Ozeanrudererfahrung als Fianns Erster Offizier zum Team stieß. Colins Teilnahme an der Expedition wurde von Discovery Channel mit Kameras rege verfolgt und unter „The Impossible Row“ als Serie veröffentlicht, die u. a. von Colin O’Brady selbst mitproduziert wurde.

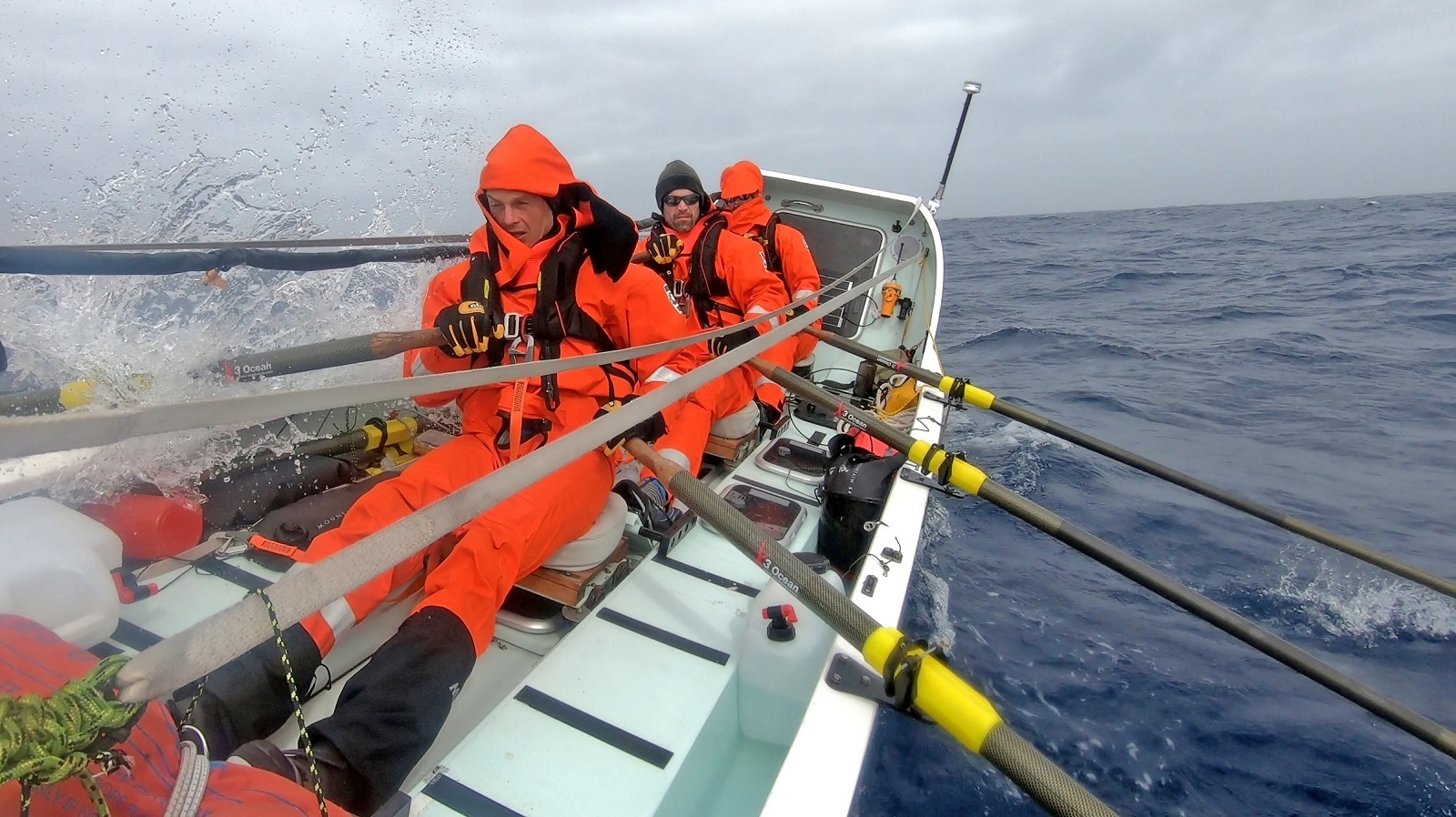
Fiann entwarf mit Unterstützung von Weltklasse-Herstellern massgeschneiderte, hybride Leistungs-/Sicherheitsanzüge, die speziell für Ruderbewegungen konzipiert und für diese Bedürfnisse zugeschnitten wurden. Diese massgefertigten Trockenanzüge boten mehr Flexibilität beim Rudern als herkömmliche Sicherheitsanzüge, die dazu neigen, an der Bewegung zu hindern und die Haut wund zu reiben. Die Anzüge wurden nach 25 verschiedenen Messungen für jedes Teammitglied einzeln nach Mass gefertigt.

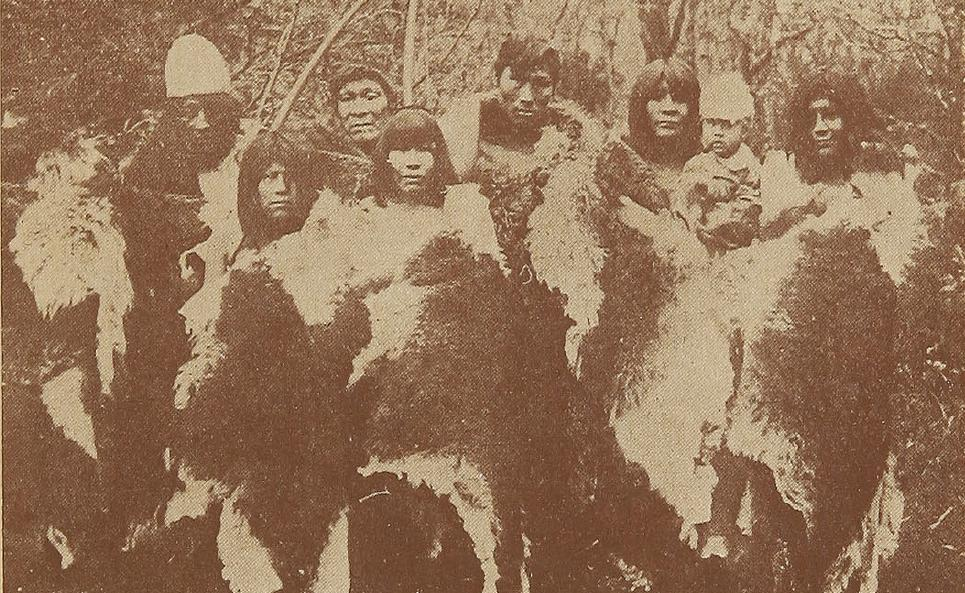
Die Yámana, die seit 10’000 Jahren in der Region Kap Hoorn leben, haben seit jeher das Horn bereits im Alter von 12 Jahren alleine in einfachen, selbstgebauten Paddelbooten umrundet. Das Kanufahren ist Teil ihres traditionellen Jäger-und-Sammler-Lebensstils. Ab Mitte des 20. Jahrhunderts verbot die chilenische Regierung diese Bootsfahrten, weil sie „zu gefährlich“ waren.

Kurz bevor das Team Südamerika verließ, stürzte eine chilenische Luftwaffe C-130 über der Drakestraße ab. Das Suchgebiet umfasste die geplante Ruderroute. Als Kapitän musste Fiann entscheiden, wie die von der chilenischen Marine angekündigte Sperrzone von 150 × 150 Meilen vermieden werden konnte. Sein Vorhaben musste einer eintägigen gründlichen Prüfung in Kap Hoorn unterlaufen, die von Marinebeamten durchgeführt wurde. Ein logisches Vorgehen hätte die Route westlich entlang des Suchgebiets gelegt, was auch so von den Beratern empfohlen wurde, da der Wind und der Wellengang sich tendenziell nach Osten bewegen, solange die Strömung sich nach Osten bewegt, was wiederum auch das Suchgebiet mit hoher Wahrscheinlichkeit weiter östlich ausgedehnt hätte. Aus genau diesem Grund entscheiden sich generell auch Seeleute, die die Drakestraße überqueren, normalerweise dafür, gegen Westen zu kompensieren. Fiann hörte jedoch auf sein Bauchgefühl, widersprach der Logik und entschied sich trotz alledem für eine östliche Route. Es erwies sich als die richtige Entscheidung, da das Militär ihre Suchaktion prompt in die entgegengesetzte Richtung verlagert hatte. Crewmitglied Jamie Douglas-Hamilton betonte, diese Entscheidung sei ausschlaggebend für ihren Erfolg gewesen.
Das Abercrombie & Kents Luxury Expedition Cruise Kreuzfahrtschiff machte einen Abstecher von seiner Route, um Fiann bei seinen Bemühungen zu bejubeln. Es handelt sich dabei um dieselbe Kreuzfahrtlinie, die Fiann im Sommer 2020 als besonderer Gastdozent nebst Dozenten wie Lech Walesa unter Vertrag genommen hat.
Insgesamt dauerte die Ruderroute 12 Tage, 1 Stunde und 45 Minuten, und brach mehrere Guinness-Weltrekorde. Das Team erlebte Minustemperaturen, Schnee und Hagel, sowie gigantische Eisberge, die es nur in der Antarktis gibt. Der Seeanker wurde wegen rauer See fünf Mal eingesetzt. Abgesehen von den Tagen am Seeanker wurde eine beachtliche Kilometerleistung gegen den Wind erzielt, was die Strecken durch Muskelkraftantrieb von den Passatwind-Routen unterscheidet. Craig Glenday, Chefredakteur von Guinness World Records, gratulierte Kapitän Fiann Paul persönlich und kommentierte:
„Diese Ruderroute ist eine der bedeutendsten muskelkraftbetriebenen Abenteuer, die jemals unternommen wurde.“
Bei seiner Ankunft in der Antarktis rezitierte Fiann das Gedicht The Great Sea Song des kanadischen Inuit Dichters Uvavnuk, Cousin von Aua. Am Weihnachtstag wurde in einer isländischen Zeitung ein Artikel über Fianns Leistung veröffentlicht, mit dem Titel: „Weihnachten mit Ægir gefeiert“. Der isländische Präsident Guðni Th. Jóhannesson gratulierte Fiann Paul höchstpersönlich. Seit 2020 ist Fiann der Kapitän der einzigen drei erfolgreichen, muskelkraftbetriebenen Pionierexpeditionen in den offenen Gewässern beider Polarregionen. Obschon Fiann viele der schwierigsten Meere der Welt ruderte, ist kein einziges Boot unter seinem Kommando gekentert.
Die Expedition fiel mit zwei großen Jubiläen zusammen, und zwar mit der ersten Sichtung des antarktischen Kontinents durch Bellingshausen vor genau 200 Wintern und mit der Reise von Magellan vor 500 Jahren. Fiann meinte, dass die Antarktis vor dieser Expedition eine Terra Australis Incognita für muskelkraftbetriebene Unterfangen war, genau wie für Kartographen vor Bellingshausen.

### Weltrekordrouten

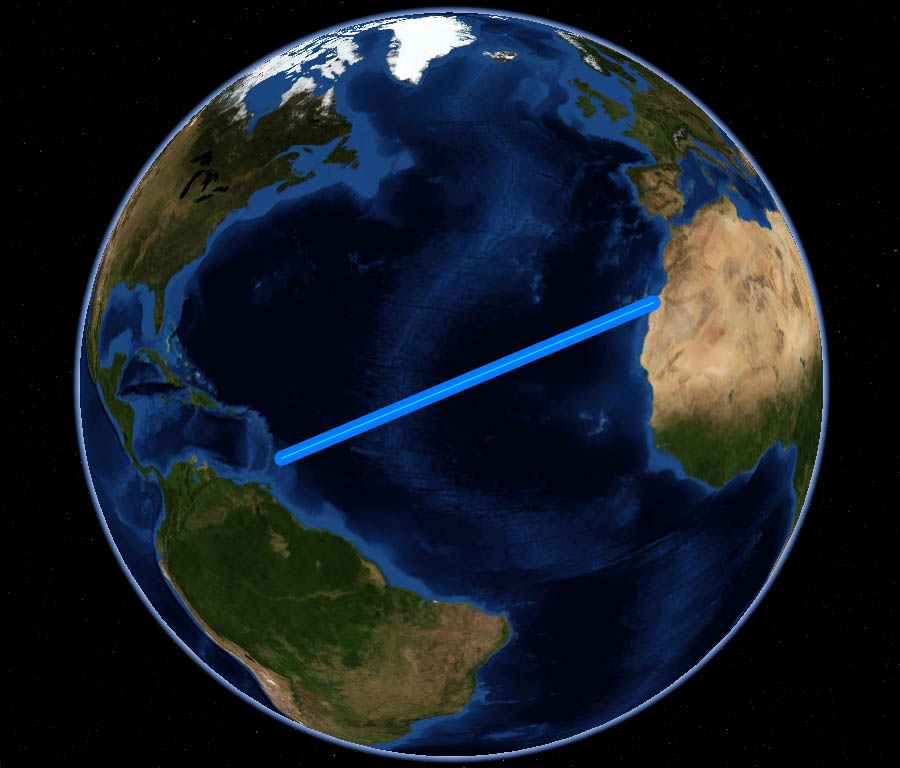
Atlantik-Geschwindigkeitsrekord, 2011:
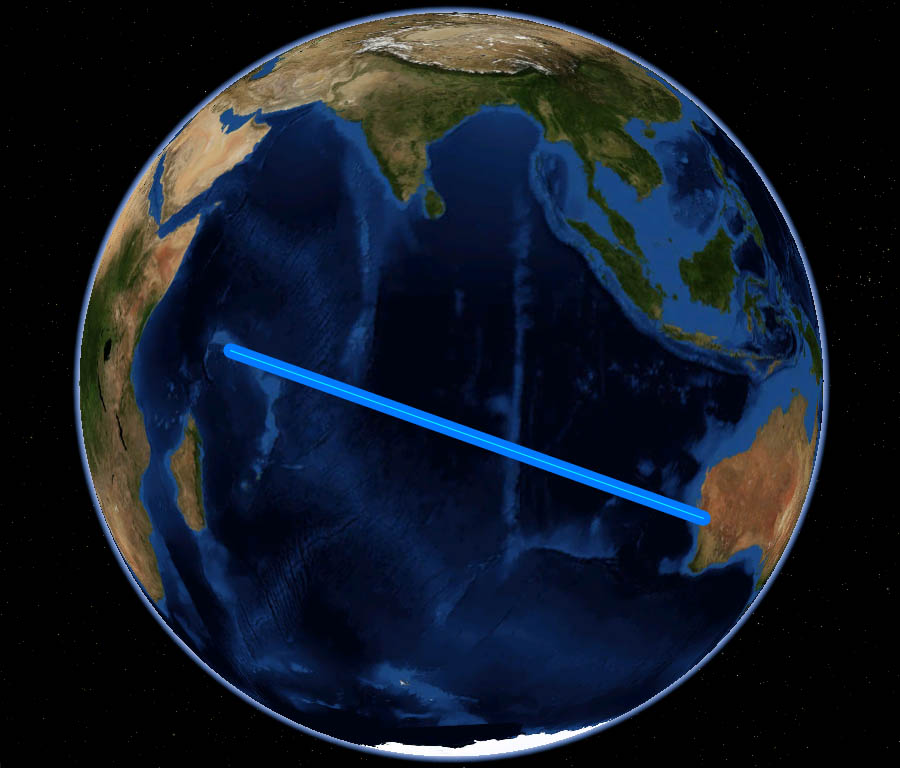
Geschwindigkeitsrekord Indischer Ozean, 2014
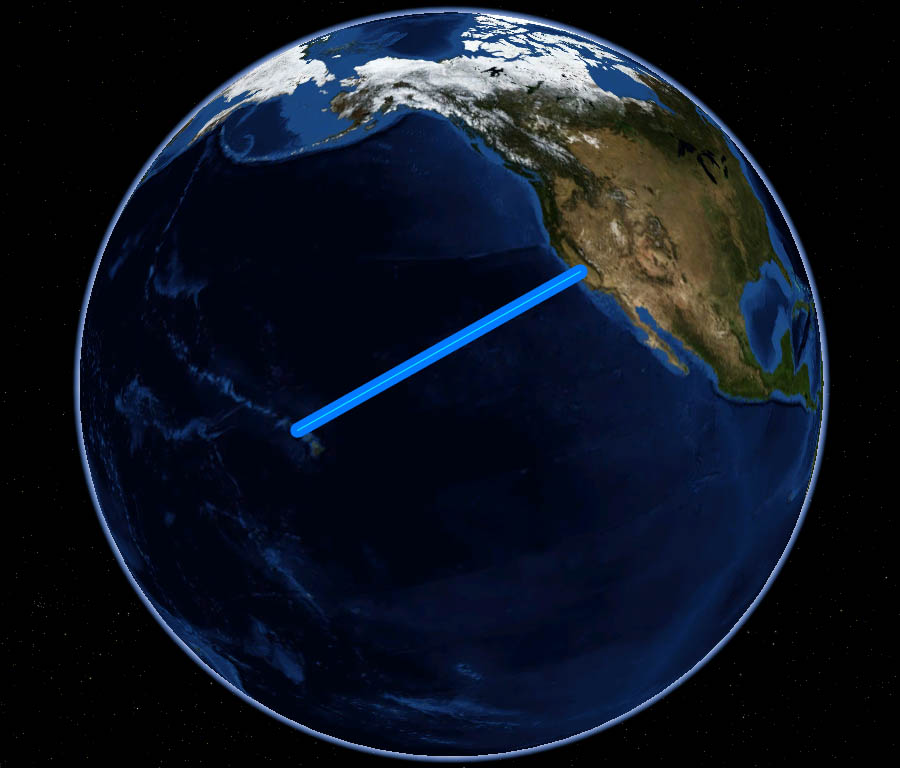
Gesamtgeschwindigkeitsrekord Pazifischer Ozean, 2016
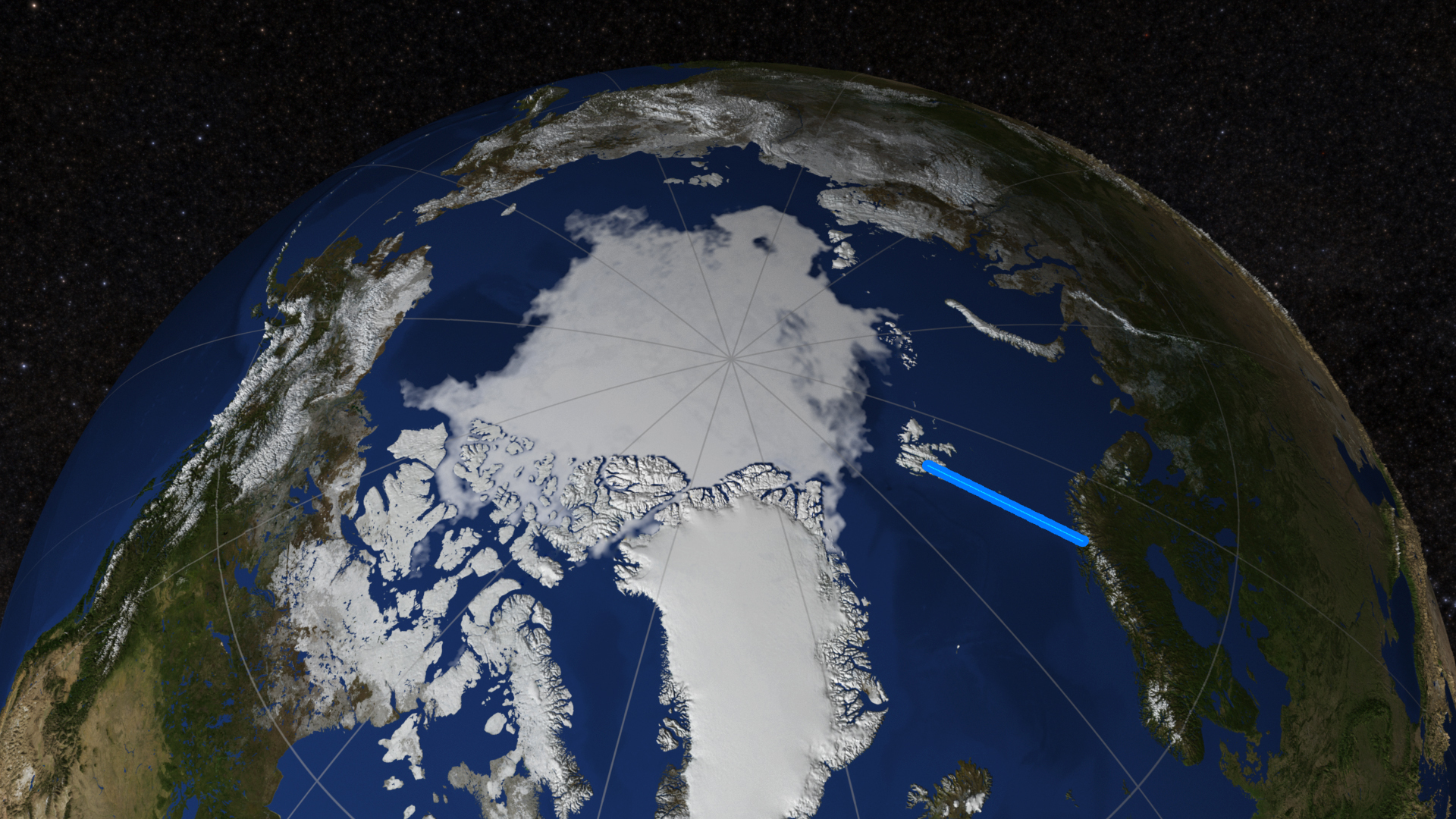
Arktischer Ozean 2017
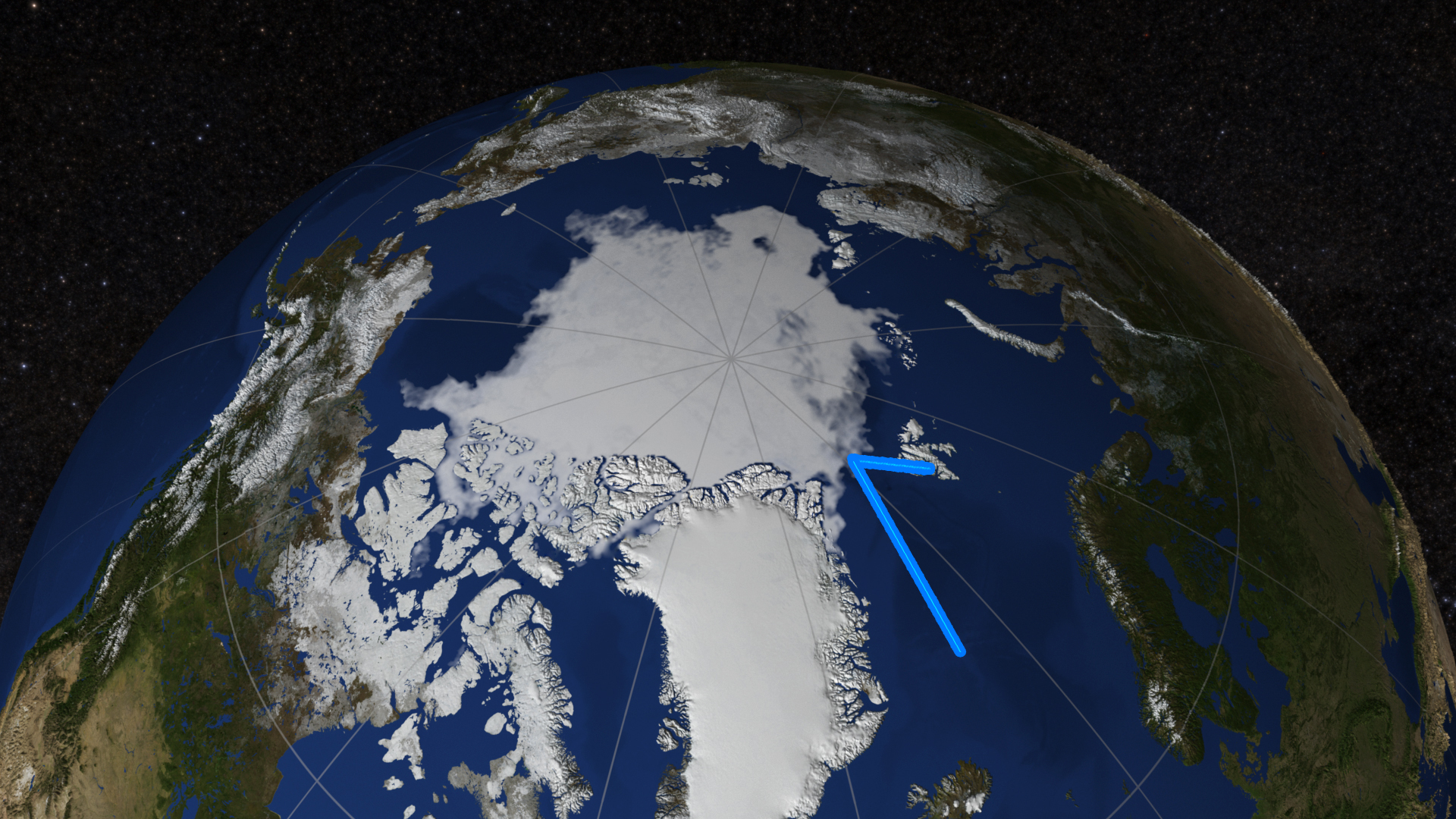
Rekord Nördlichste Breite, 2017
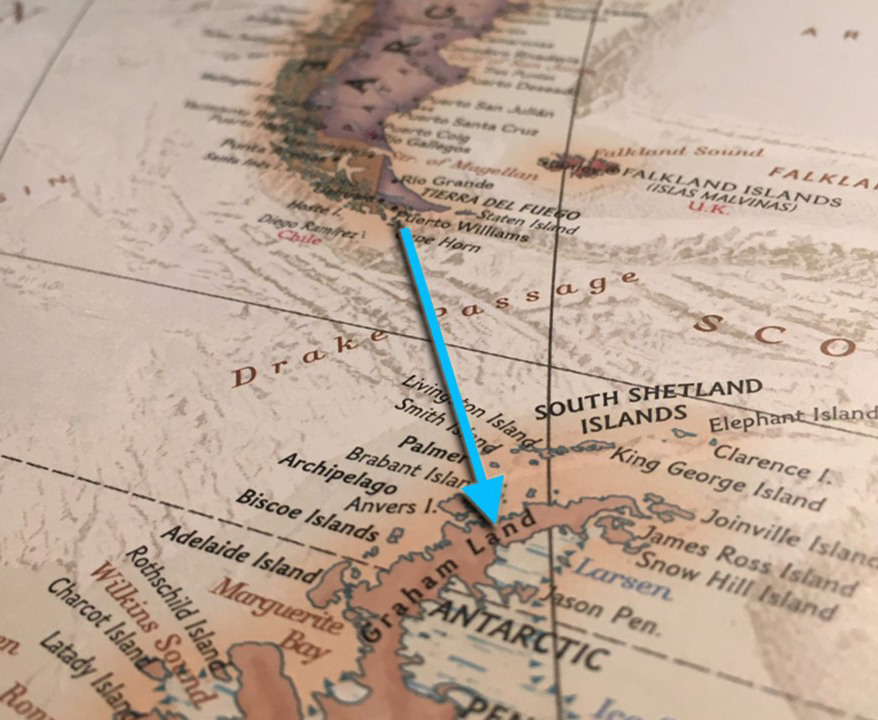
Antarktischer Ozean 2020

## Kunst

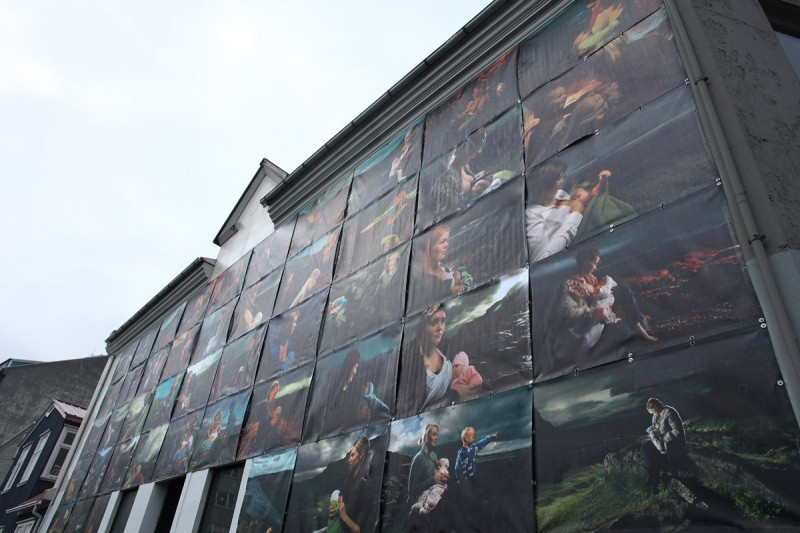
See it, große Freiluftinstallation von Fiann Paul im Jahr 2011

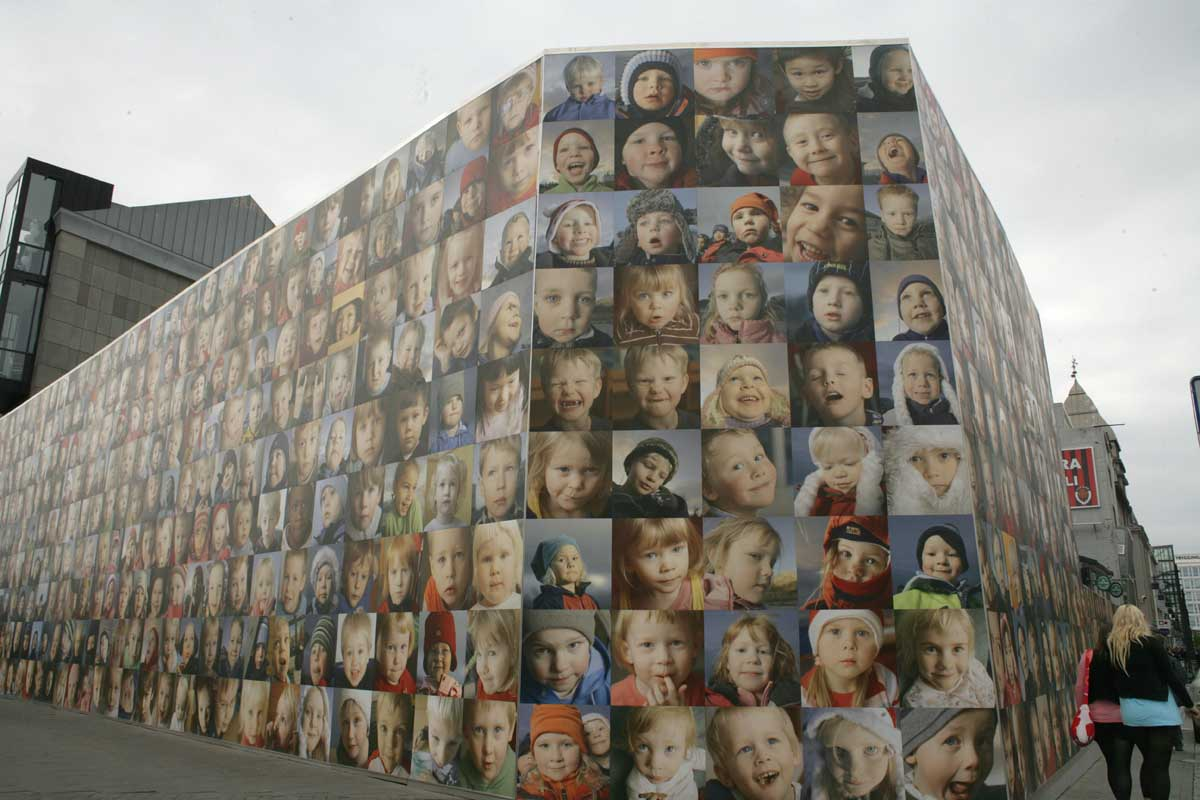
Dialog, Installation von Anna Leoniak und Fiann Paul im Jahr 2008

Als Künstler ist Fiann Paul der Veranstalter zahlreicher isländischer und internationaler Ausstellungen, einschließlich einiger großer Kunst-Installationen unter freiem Himmel. Seine Arbeit richtet das Hauptaugenmerk auf Themen wie Stillen von Säuglingen, Indigene Völker, Kinderrechte und Tierrechte.
Er war einer von zwei Urhebern von Dialog, einer Freiluft-Kunstinstallation, bei der zwei Hauptstraßen in der isländischen Hauptstadt mit Fotografien von isländischen Kindern bespannt wurden (2008). Ebenso war er Veranstalter des Projektes See It, das die Aufmerksamkeit zum Thema Stillen fördern sollte, einer Outdoor-Installation an den Fassaden der Straße Tryggvagata im Stadtzentrum Reykjaviks (2011).
Als Künstler unterstützte er ferner den Erhalt einer bedrohten, nur auf den Färöern heimischen Pferderasse. Als Fotograf dokumentierte er viele seiner Expeditionen.

## Wohltätigkeit und andere Aktivitäten
2011 gründeten Fiann Paul und Natalie Caroline die Fiann Paul Stiftung, durch die 2013 eine Grundschule im Himalaya errichtet wurde. In der Schule werden jährlich 150 Schüler unterrichtet. Das Projekt veranschaulicht zwei seiner akademischen Hauptinteressen: Architektur und Pädagogik. Fiann hat einen Master in beiden Disziplinen. Zusätzlich zu seiner regulären Ausbildung verbrachte Fiann Paul zwei Jahre im Himalaya und eineinhalb Jahre in den abgelegenen Teilen Grönlands. Er betrachtet diese Zeit als wegweisende Phase in seinem Leben.
Fiann Paul ist eines von zwei isländischen Mitgliedern der in den USA basierten internationalen und multidisziplinären professionellen Gesellschaft: Der Explorers Club. Er trug die Fahne des Explorers Club während des Polar Row nach Svalbard, auf das Arktische Eisschelf und nach Jan Mayen.
Zurzeit (Stand 2017) betreibt er postgraduierte Studien in Tiefenpsychologie. Er unterzieht sich einer Ausbildung als Jung’scher Analytiker am C.G.Jung-Institut in Zürich. Sein Hauptaugenmerk im Bereich der analytischen Psychologie liegt auf den Archetypen Männlichkeit. Er hat Vorträge, Motivationensprachen und Workshops für Jugendliche weltweit gehalten.

## Ehrungen

### Guinness World’s Firsts/„Erster Mensch der Welt“

#### Guinness Weltrekordtitel in Pionierleistungen und Erforschungen
“World’s First” ist die höchste Form der Guinness Weltrekorde, der Besitz dieses Titels erlischt niemals.
- Der Erste, der vier Ozeane durchruderte: 2017[90]
- Der Erste, der den Arktischen Ozean von Süden nach Norden durchruderte: 2017[91]
- Erste aufgezeichnete, vollständige, muskelkraftbetriebene Überquerung der Barents See: 2017[92]
- Der Erste, der den Arktischen Ozean von Norden nach Süden durchruderte: 2017[91]
- Erste aufgezeichnete, vollständige, muskelkraftbetriebene Überquerung der Grönlandsee: 2017[91]
- Der Erste, der den Arktischen Ozean in beide Richtungen durchruderte: 2017[93]
- Der Erste, der die Drakestraße durchruderte: 2019
- Der Erste, der über den Antarktischen Ozean ruderte: 2019[91]
- Der Erste, der bis zum Antarktischen Kontinent ruderte: 2019[91]
- Der Erste, der in beiden Polarregionen ruderte: 2019[91]
- Der Erste, der fünf Ozeane durchruderte (Erster, der den Ocean Explorers Grand Slam abgeschlossen hat): 2019[91]

#### Andere leistungsbezogene Guinness World’s First Titel
- Der erste Mensch, der gleichzeitig den Guinness Geschwindigkeitsrekord[A 3] für das Durchqueren aller drei Ozeane im Ruderboot hält: 2016[94]
- Der Erste, der zwei Mal drei gleichzeitige Gesamtgeschwindigkeitsrekorde auf verschiedenen Ozeanen hält (Dreierpack): 2017[91]
- Der Erste, der die laufenden Geschwindigkeitsrekorde auf vier Ozeanen hält: 2017[90]

### Die meisten Guinness Rekorde
- Die meisten gleichzeitigen Geschwindigkeitsrekorde auf verschiedenen Ozeanen (3): 2016
- Die meisten gleichzeitigen Geschwindigkeitsrekorde auf verschiedenen Ozeanen (4): 2017
- Die meisten gleichzeitigen Gesamtgeschwindigkeitsrekorde während zwei aufeinanderfolgenden Jahren (2): 2017
- Die meisten vollendeten Durchquerungen durch Rudern auf offenem Polarmeer durch einen Ruderer (3): 2019
- Der Ruderer mit den meisten Breitengradrekorden (6)[91]

### Guinness-Gesamtgeschwindigkeitsrekorde
Auf jedem Ozean gibt es mehrere Geschwindigkeitsrekorde für verschiedene Routen, Klassifizierungen und Kategorien. Der Gesamtgeschwindigkeitsrekord ist jedoch die höchste Art von Geschwindigkeitsrekord, die es gibt.
- Guinness-Weltrekordhalter für die schnellste Überquerung des Atlantiks (Gesamtgeschwindigkeitsrekord): 2011[93]
- Guinness-Weltrekord für die schnellste Überquerung des Indischen Ozeans von Ost nach West (Gesamtgeschwindigkeitsrekord): 2014[93]
- Guinness-Weltrekord für die schnellste Überquerung des Pazifischen Ozeans (Gesamtgeschwindigkeitsrekord): 2016[96]
- Guinness-Weltrekord für die schnellste Überquerung des Arktischen Ozeans: 2017[90]

#### Andere Guinness Geschwindigkeitsweltrekorde
- Guinness-Weltrekord für die meisten aufeinanderfolgenden Tage, an denen mehr als 100 Meilen gerudert würden (12 Tage): 2011[97]
- Schnellstes Durchrudern des Indischen Ozeans in einer Mannschaft: 2014[98]

### Geografische Guinnessweltrekorde
Breitengradrekorde können nur innerhalb derjenigen Expedition erreicht werden, bei der die Kriterien des Ozeanruderns der zurückgelegten Mindestdistanz erfüllt sind.

#### Breitengrad Guinness Weltrekorde
- Der nördlichste Startort (78°13’N), 2017[93]
- Der nördlichste Breitengrad, der von einem geruderten Vehikel erreicht wurde (Rand des Schelfeises: 79°55’50”), 2017[93]
- Der nördlichste Breitengrad (78°15‘20”N), der jemals von einem geruderten Vehikel erreicht wurde, 2017[90]

- Der südlichste Start einer Ruderexpedition, 55°58‘S: 2019
- Der südlichste Breitengrad, den ein Ruderboot erreicht hat, 64°14‘S: 2019[100]

#### Guinness Weltrekorde längster Distanz
- Die längste Distanz, die während einer einzigen Expedition auf dem offenen Nordpolarmeer gerudert wurde: 2017
- Die längste addierte Distanz, die im offenen Polarmeer gerudert wurde: 2019

- Longest distance rowed by a crew on the Indian Ocean: 2014[100]

### Weltrekorde des Ozeanruderns
- Der Ozeanruderer mit den meisten Weltrekorden, 2017[101]
- Die Ozeanüberquerung mit den meisten gebrochen Weltrekorden, 2017[102]
- Schnellste Überquerung in der Geschichte, gemessen an der Durchschnittsgeschwindigkeit bei allen Versuchen an allen Ozeanen, 2011[103]

### Andere Weltrekorde
- Die Expedition, bei der ausschließlich durch Muskelkraft die meisten Weltrekorde gebrochen wurden, 2017[104]

### Andere Auszeichnungen
- Seit 2011: Blaues Band des Ozeanruderns[105]
- 2016: Gewinner des Great Pazific Race in der klassischen Bootsklasse[106]
- 2016: Gewinner des Great Pazific Race in allen Bootsklassen(gegen Boote der offenen Klasse)[107]
- Inhaber der Mehrheit aller Isländischen Guinness Sportweltrekorde[93]
- Den Ruderriemen von Anders Svedlund von Freunden und Familie von Anders Svedlund[108]
- Diplom des Militärpersonals von Jan Mayen für besondere Leistungen im Ozeanrudern[108]